# Le fate ignoranti
Le fate ignoranti (Nederlands: De onwetende feeën) is een Italiaanse dramafilm uit 2001 geregisseerd door de Turk Ferzan Özpetek. De hoofdrollen worden vertolkt door Margherita Buy en Stefano Accorsi.

## Verhaal
Wanneer Antonia's man het leven verliest bij een auto-ongeluk, ontdekt ze toevallig dat hij gedurende zeven jaar een relatie had met een andere man. Ze gaat op zoek naar die ene man, Michele, en sluit vriendschap met hem en zijn holebi-vriendenkring. Dit heeft grote invloed op haar eigen denken.

## Rolverdeling
| Acteur          | Personage |
| --------------- | --------- |
| Margherita Buy  | Antonia   |
| Stefano Accorsi | Michele   |
| Serra Yilmaz    | Serra     |
| Gabriel Garko   | Ernesto   |
| Erika Blanc     | Veronica  |
| Andrea Renzi    | Massimo   |
| Koray Candemir  | Emir      |
| Lucrezia Valia  | Mara      |
| Filippo Nigro   | Riccardo  |
| Ivan Bacchi     | Luciano   |

## Ontvangst

### Prijzen en nominaties
Een selectie:
| Jaar | Prijs                      | Categorie         | Genomineerde      | Resultaat   |
| ---- | -------------------------- | ----------------- | ----------------- | ----------- |
| 2000 | Filmfestival Berlijn       | Gouden Beer       | Le fate ignoranti | Genomineerd |
| 2000 | Filmfestival San Sebastián | Premio Sebastiane | Le fate ignoranti | Gewonnen    |